# Иванова, Ирина Игоревна
Ирина Игоревна Иванова (род. 22 июля 1960, Москва) — российский химик, специалист в области гетерогенного катализа и спектральных методов исследования катализаторов и каталитических процессов, доктор химических наук, профессор, президент Некоммерческого Партнёрства «Национальное цеолитное объединение».

## Биография
И. И. Иванова родилась в Москве в семье служащих, родители заканчивали Институт стали и сплавов, работали в Институте металлургии. После окончания английской школы № 4 в 1977 поступила на химический факультет Московского государственного университета, а затем в аспирантуру химического факультета. И. И. Иванова начала научную деятельность в лаборатории кинетики и катализа, в 1982 с отличием защитила дипломную работу, а в 1986 защитила кандидатскую на тему «Влияние модифицирования на физико-химические и каталитические цеолитов типа пентасила» под руководством Клавдии Васильевны Топчиевой и Бориса Васильевича Романовского. С 1991 по 1995 стажировалась в ведущих центрах Бельгии, Испании и Франции по гетерогенному катализу: Намюрском Университете, Политехническом институте г. Валенсия и Национальном центре научных исследований г. Монпелье. В 1996, вернувшись в Москву, И. И. Иванова защитила докторскую диссертацию «Установление механизмов гетерогенного катализа методом спектроскопии ЯМР in situ». С 2000 заведует лабораторией кинетики и катализа МГУ. С 16 марта 2007 профессор по специальности Кинетика и катализ. В 2009 академик Хаджиев Саламбек Наибович предложил И. И. Ивановой создать лабораторию катализаторов в Институте нефтехимического синтеза имени А. В. Топчиева РАН, в которой ведутся прикладные исследования по фундаментальным разработкам, сделанным в лаборатории МГУ. С 2018 является ведущим научным сотрудником кафедры физической химии МГУ.

## Научная деятельность
Научная деятельность И. И. Ивановой направлена на установление механизмов гетерогенного катализа и поиск путей направленного синтеза катализаторов. В начале 90-х в Намюрском Университете ею был создан оригинальный аппаратурный комплекс для исследования каталитических превращений методом спектроскопии ЯМР in situ, с помощью которого были установлены механизмы превращения алканов и алкилирования ароматических углеводородов олефинами и алканами на цеолитных катализаторах. Эти работы были продолжены в Политехническом институте, а затем в МГУ, где были исследованы механизмы превращения спиртов и алкилирования спиртами. В 2010—2020 И. И. Ивановой совместно с сотрудниками лаборатории кинетики и катализа МГУ были выполнены пионерские исследования по in situ мониторингу гидротермального синтеза цеолитных молекулярных сит методом спектроскопии ЯМР, которые позволили получить прямые экспериментальные данные по механизмам синтеза цеолитных катализаторов и механизмам формирования их активных центров: бренстедовских, льюисовских, основных и окислительно-восстановительных. Эти фундаментальные исследования позволили осуществить направленный синтез ряда важных каталитических систем, включающих микро-мезопористые материалы, нанокристаллические цеолиты, гранулированные цеолиты без связующего, цеолиты с изоморфным замещением на Sn и Zr, Cs-содержащие цеолиты, цеолитные мембраны, и стимулировали разработку новых высокоэффективных катализаторов для широкого круга процессов газохимии, нефтехимии и органического синтеза. Кроме того, они послужили основой для разработки новых способов каталитического синтеза ряда важных химических продуктов: одностадийного синтеза изопрена из изобутилена и формальдегида, бутадиена из пропилена и формальдегида, 2-этилгексаналя из бутаналя, кумола из бензола и ацетона, метилэтилкетона и бутадиена из бутандиола, изобутилена из ацетона и др. Ряд катализаторов внедрен в промышленность или находится на стадии внедрения. С 2018 является главным редактором журнала Advanced Molecular Sieves/Современные молекулярные сита, членом редколлегий журналов J. Catal, Chem.Cat.Chem, Кинетика и катализ.

### Педагогическая деятельность
На химическом факультете МГУ И. И. Иванова читает спецкурс «Физико-химические основы катализа на молекулярных ситах», под её руководством защищены 21 кандидатская диссертация и 17 дипломных работ.

### Научно-организационная деятельность
Член Научного совета по катализу РАН, член двух диссертационных советов, президент Некоммерческого Партнёрства «Национальное цеолитное объединение», член Комитета Международной цеолитной ассоциации, Российский национальный представитель в Европейской Федерации цеолитных ассоциаций.

### Научные труды
И. И. Ивановой опубликовано 516 печатных работ, получено 52 патента, представлено 290 докладов на конференциях, из которых 15 пленарных и ключевых (общее число цитирований 3800 (Scopus), индекс цитирования h = 37).
Основные труды:
1. Ivanova I. I, Kolyagin Yu. G. Impact of the in situ MAS NMR techniques to the understanding of the mechanisms of zeolite catalyzed reactions // Chemical Society Reviews, 2010, v. 39, № 12, p. 5018-5050.
2. Ivanova I. I, Sushkevich V., Kolyagin Yu. G., Ordomsky V. Catalysis by Coke Deposits: Synthesis of Isoprene over Solid Catalysts // Angewandte Chemie — International Edition, 2013, v. 52, p. 1-5.
3. Ivanova I. I., Knyazeva E. E. Micro-mesoporous materials obtained by zeolite recrystallization: synthesis, characterization and catalytic applications // Chemical Society Reviews, 2013, v. 42, № 9, p. 3671-3688.
4. Ivanova I. I, Knyazeva E. E., Maerle A. A. «Design and catalytic implementation of hierarchical micro-mesoporous materials obtained by surfactant-mediated zeolite recrystallization», in Mesoporous Zeolites: Preparation, Characterization and Applications // Wiley, 2015, p. 295—319.
5. Sushkevich, V. L., Popov A. G., Ivanova I. I. Sulfur-33 isotope tracing of the hydrodesulfurization process: Insights into the reaction mechanism, catalyst characterization and improvement // Angewandte Chemie — International Edition, 2017, v. 56, № 36, p. 10872-10876.
6. Ivanova I. I, Kolyagin Yu. G., Kasyanov I. A., Yakimov A. V., Bok T. O., Zarubin D. N. Time-resolved in situ mas nmr monitoring of the nucleation and growth of zeolite BEA catalysts under hydrothermal conditions // Angewandte Chemie — International Edition, 2017, v. 56, № 48, p. 15344-15347.

## Семья
Муж И. И. Ивановой Иванов Василий Анатольевич — заканчивал кафедру нефтехимии на химическом факультете МГУ; у них родились две дочери Мария (3.02.1988) и Дарья (22.02.1996).

## Награды
- 1998 — грант Президента РФ для молодых докторов наук
- 2001 — лауреат Фонда содействия отечественной науке
- 2002, 2003 — грант Президиума РАН, компаний Сибнефть и Русский Алюминий для выдающихся российских учёных
- 2006 — победитель конкурса талантливых молодых учёных МГУ им. М. В. Ломоносова
- 2012 — Заслуженный научный сотрудник МГУ